# Charles Huré

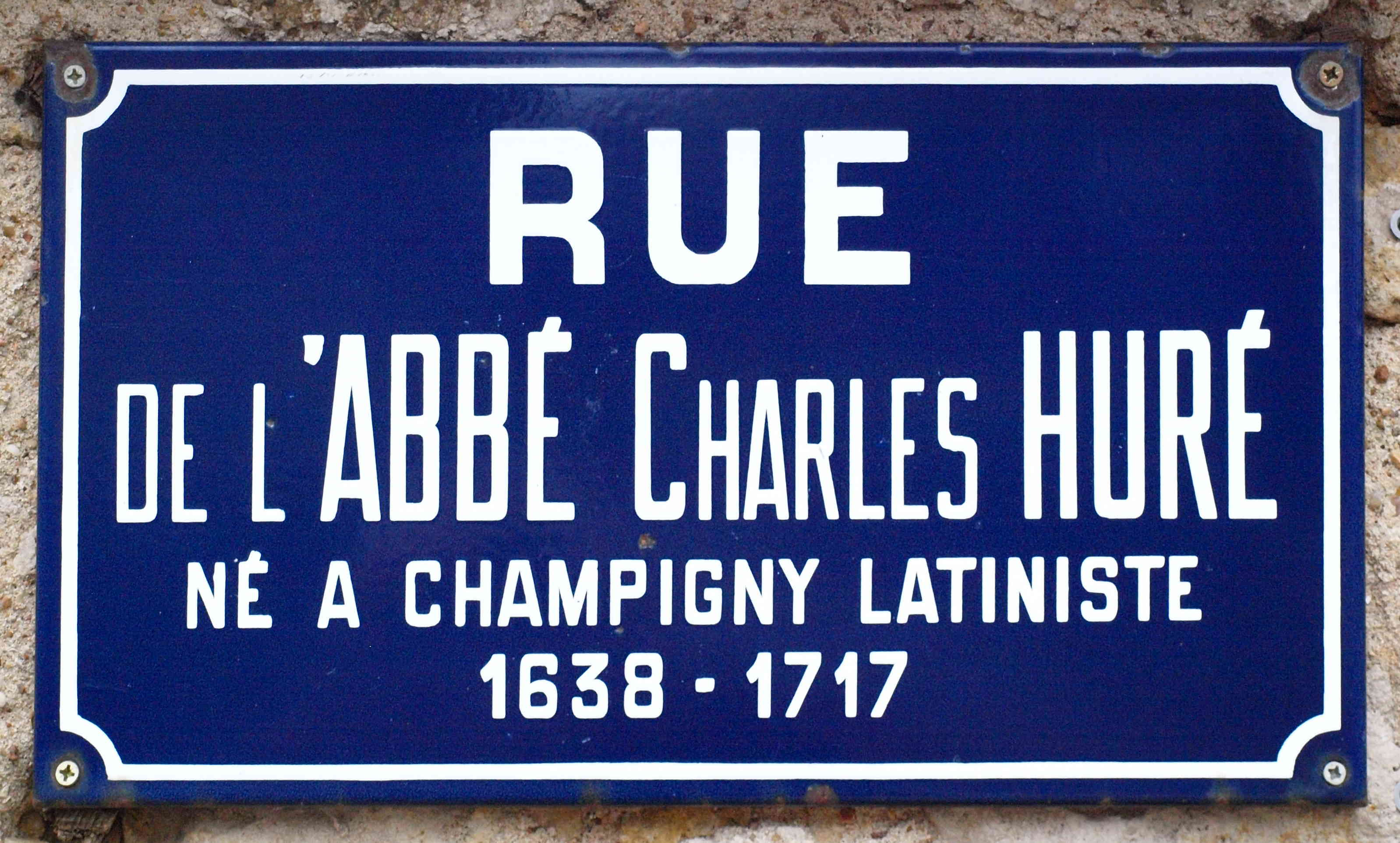
Plaque de la rue de l'Abbé Charles Huré, à Champigny.

Charles Huré, né à Champigny-sur-Yonne au diocèse de Sens le 7 novembre 1639 et mort le 12 novembre 1717, fut un acolyte, essayiste et enseignant français.

## Biographie
Son père était un laboureur aisé. Doué pour les Belles-Lettres, on l'envoya à Paris où on lui procura une bourse au Collège des Grassins. II fit de si grands progrès dans les sciences, que dès qu'il eut fini ses études on lui donna dans ce même collège la chaire de troisième , et ensuite celle de seconde. Après avoir professé pendant 25 ans, il se retira à Port-Royal-des-Champs.
Les affaires de sa famille l'ayant obligé de revenir à Paris, il alla demeurer dans le Faubourg Saint-Jacques et, quelque temps après, il se chargea de l'éducation de quelques jeunes gens. Il devint ensuite principal du Collège de Boncourt. Auteur de plusieurs ouvrages estimés, et surtout des explications sur plusieurs Épitres de Saint Paul, sur les Épîtres catholiques, et sur l’Apocalypse, qui sont la continuation de la Bible de Sacy. Les évêques de Marseille, de Toulon et d'Apt censurèrent en 1701 sa traduction du Nouveau Testament avec des notes. Charles Huré mourut au Collège de Boncourt le 12 novembre 1717, âgé de 78 ans, et fut enterré à Saint-Étienne-du-Mont.

## Œuvres
- Sanctum Jesu Christi evangelium: notis illustratun cum actibus apostolorum, pari methodo expositis, Rotomagi: viduae Ludovici Behourt & Guillielmi Behourt, 1695 — vol.1
- Dictionnaire universel de philologie sacrée : dans lequel on marque les différentes significations de chaque mot de l'Écriture, […]. Paris : chez Jean-Baptiste Coignard, 1715 — vol. 1 & vol. 2& Paris : chez Jacques-Paul Migne, 1846 — vol. 2, vol. 3 & vol.4
- Grammaire sacrée, ou Règles pour entendre le sens littéral de l'Écriture Sainte, Paris : chez Veuve de Léon Delaune & chez Jean Bertault, 1707
- Le Nouveau Testament de Notre-Seigneur Jésus-Christ, nouvellement traduit en françois, selon la Vulgate, Paris : chez Louis Genneau, 1728